# Vall de la Llosa
La vall de la Llosa és una depressió allargada de la superfície terrestre recorreguda pel riu de la Llosa, que neix entre el pic d'Engaït, la serra de l'Esquella i la portella Blanca d'Andorra. És una vall d'origen glacial. Està situada a la Baixa Cerdanya i pertany al terme de Lles de Cerdanya.
Dalt de la vall, al vessant dret, s'hi troben els estanys de la Muga.
Al sud-est del terme de Lles de Cerdanya, baixa la vall i marca el límit amb Prullans. Sota les ruïnes del castell de la Llosa, al fons de la vall, s'hi troba l'antiga caseria de la Llosa i el mas de Cal Jan de la Llosa.